# Mr. Bigg’s

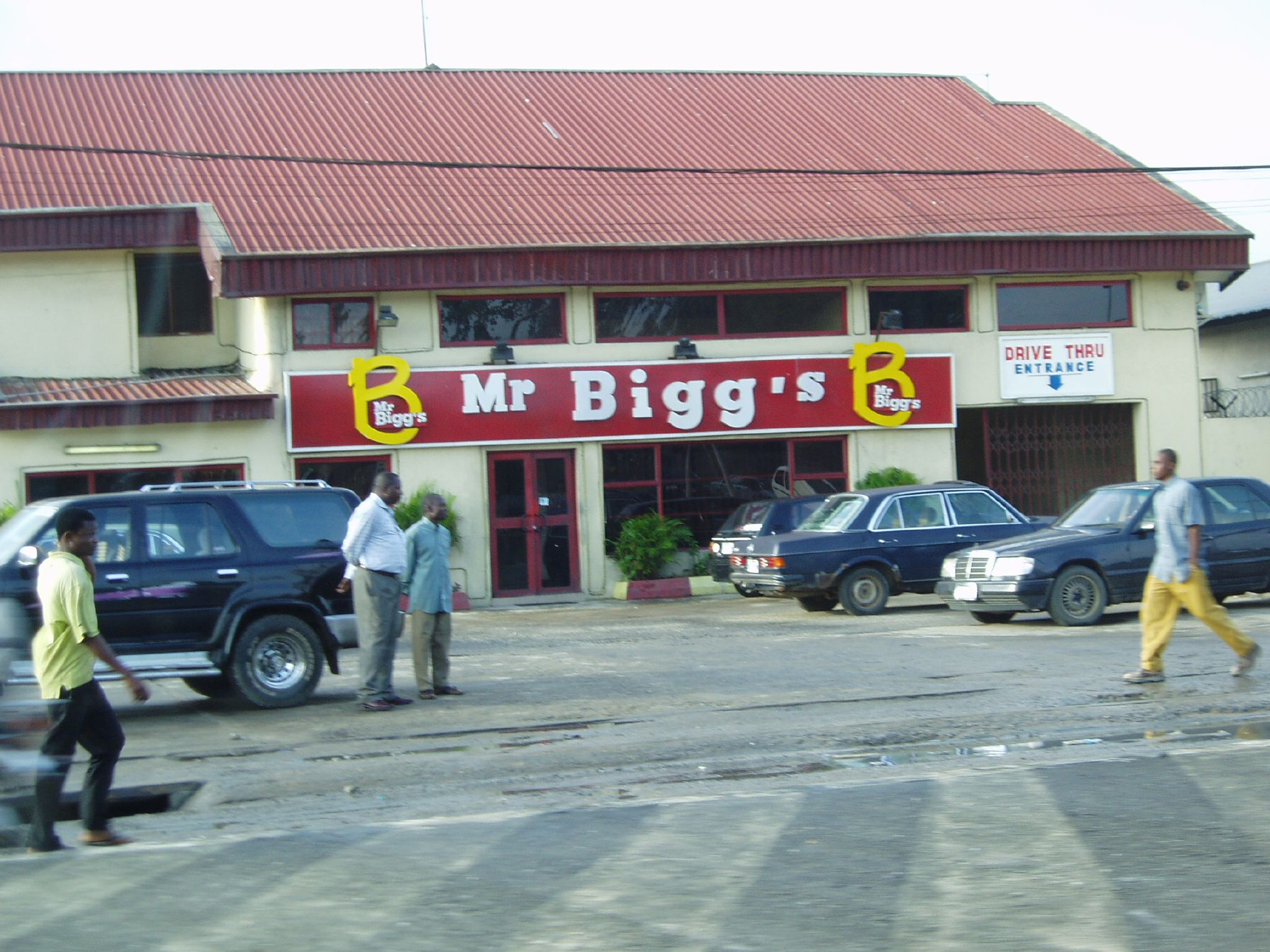
Mr.-Bigg’s-Filiale in Nigeria (2006)

Mr. Bigg’s ist eine nigerianische Schnellrestaurantkette. Sie betreibt ca. 175 Filialen, vier davon in Ghana, und gehört zum Konzern United African Company of Nigeria.
Mr. Bigg’s wurde 1973 als Kingsway Mall gegründet und war die erste Schnellrestaurantkette sowie das erste Drive-in-Restaurant in Nigeria. Die Restaurants der Kette, die 1986 in Mr. Bigg’s umbenannt wurde, sind in ihrer rot-gelben Gestaltung an McDonald’s angelehnt und werden meistens durch Franchising betrieben. In 48 Städten befinden sich Mr.-Bigg’s-Restaurants, in Lagos mehr als ein Drittel. Die Kette galt bis zu den frühen 2000ern als die führende und am schnellsten wachsende Fast-Food-Kette in Nigeria und Westafrika. Sie war eines der ersten Franchisesysteme auf dem nigerianischen Markt.
Die Spezialität von Mr. Bigg’s ist die Pastete. Das Angebot umfasst internationale Fastfoodgerichte wie Donuts, Chicken-Nuggets und „Schottische Eier“, aber auch Speisen aus der westafrikanischen Küche wie Benachin und Moi Moi.